# Ausgezeichnet!
Ausgezeichnet! (Handelsmarke) ist ein seit 2005 jährlich erscheinendes Nachschlagewerk für ausgewählte international preisgekrönte Literatur und Musik. Die Broschüre trägt eine Schutzgebühr, liegt aber in den Buchhandlungen kostenlos aus.

## Geschichte
Das Kompendium wurde bis zur 6. Ausgabe im Jahr 2010 vom Nachrichtenmagazin Focus präsentiert und wird seit 2011 vom Friedrichshafener Verlagsbüro Philipp unabhängig fortgeführt. Die Broschüre bietet einen ausgewählten Überblick zu rund 160 internationalen und deutschen Buch-Auszeichnungen. Auf 164 Seiten bietet es mit rund 250 Titel-Abbildungen einen Wegweiser durch weltweit ausgezeichnete, literarische und musikalische Werke im Zeitraum eines Jahres (Oktober bis Oktober). Zudem wird preisgekrönte Musik der Bereiche Klassik und Jazz vorgestellt.
Im Internet steht die komplette Ausgabe zu Recherchezwecken kostenfrei zur Verfügung. Inhalts- und Preisträgerverzeichnisse sind verlinkt, ebenso die in der Broschüre angegebenen Webadressen. Weiter enthalten die Seiten viele verlinkungen zu Einspielungen wie Lesungen, Preisverleihungen, Porträts und Musikbeispielen. Im Web steht die Broschüre auch als PDF unentgeltlich zum Download bereit.